# Steve Kuhn in Europe
Steve Kuhn in Europe är Steve Kuhns första album utgivet under hans europavistelse 1967-1970.
Utkom 1968

## Låtlista
1. Watch What Happens
2. Silver
3. Lament
4. Once We Loved
5. Tom Jones
6. Windows of the World
7. Here I Am
8. I Fall in Love Too Easily
9. Ad Infinitum

## Medverkande
- Jon Christensen, trummor
- Palle Danielsson, kontrabas
- Steve Kuhn, piano